# Stazione di Baar Lindenpark
La stazione di Baar Lindenpark è una stazione ferroviaria posta sulla linea della Ferrovia Thalwil–Arth-Goldau, ai margini del centro abitato di Baar. È gestita dalle Ferrovie Federali Svizzere.